# Aleix Gómez
Aleix Gómez Abelló (* 7. Mai 1997 in Sabadell, Spanien) ist ein spanischer Handballspieler. Seit 2017 steht der rechte Außenspieler beim FC Barcelona unter Vertrag.

## Karriere

### Verein
Der 1,82 m große und 80 kg schwere Linkshänder begann mit dem Handballspiel in seiner Heimatstadt bei OAR Gràcia Sabadell. 2009 wechselte er in die Jugendabteilung des FC Barcelona, bei dem er am 1. Oktober 2014 in der ersten spanischen Liga debütierte. In den nächsten Jahren spielte er überwiegend in der zweiten Mannschaft, ehe er zur Saison 2017/18 fest in das Profiteam aufstieg. Seitdem gewann er in jedem Jahr die Liga ASOBAL, die Copa ASOBAL, den Königspokal und den spanischen Supercup. 2018 und 2019 errang er auch den Super Globe. In der EHF Champions League 2020 erzielte der Flügelspieler bei der Endspielniederlage gegen den THW Kiel 10/5 Tore. Beim Gewinn der EHF Champions League 2020/21 warf er neun Tore im Finale, beim Gewinn der EHF Champions League 2021/22 warf er zehn Tore und wurde mit 104 Toren Torschützenkönig des Wettbewerbs.

### Nationalmannschaft
Mit der spanischen Junioren-Nationalmannschaft gewann Aleix Gómez die U-20-Europameisterschaft 2016 und die U-21-Weltmeisterschaft 2017, bei der er ins All-Star-Team berufen wurde.
In der Spanischen A-Nationalmannschaft debütierte Aleix Gómez am 28. Oktober 2017 in Magdeburg beim 26:24-Sieg gegen Deutschland. Bei der Weltmeisterschaft 2019 belegte er den 7. Platz. Ein Jahr darauf krönte er sich mit Spanien zum Europameister 2020. Mit der spanischen Auswahl gewann er bei den Olympischen Spielen in Tokio Bronze. Im gesamten Turnier verwandelte er 44 von 47 Würfen, darunter 19 von 21 Siebenmetern und 25 von 26 Feldwürfen. Am Turnierende wurde er in das All-Star-Team gewählt. Bei der Europameisterschaft 2022 gewann er mit Spanien die Silbermedaille, er bestritt acht von neun Spielen und warf 40 Tore. Zusätzlich wurde er als bester Rechtsaußen in das All-Star-Team gewählt. Mit der spanischen Olympiamannschaft 2024 gewann er die Bronzemedaille bei den Olympischen Spielen.
Er bestritt bis Januar 2024 insgesamt 81 Länderspiele, in denen er 313 Tore erzielte.

## Erfolge
- mit dem FC Barcelona
  - Spanischer Meister: 2015, 2016, 2017, 2018, 2019, 2020, 2021, 2022, 2023, 2024
  - Spanischer Pokalsieger: 2016, 2017, 2018, 2019, 2020, 2021, 2022, 2023, 2024, 2025
  - Spanischer Königspokalsieger: 2016, 2017, 2018, 2019, 2020, 2021, 2022, 2023, 2024
  - Spanischer Supercupsieger: 2018, 2019, 2020, 2021
  - Iberischer Supercupsieger: 2022, 2023, 2024
  - Katalanischer Supercupsieger: 2018, 2019, 2020, 2021, 2022, 2023, 2024
  - Super-Globe-Sieger: 2017, 2018, 2019
  - EHF-Champions-League-Sieger: 2021, 2022, 2024
    - EHF-Champions-League-Finalist: 2020

  - Torschützenkönig der Champions League 2021/22
  - All-Star-Team der Liga ASOBAL: 2021, 2022

- mit der Spanischen Nationalmannschaft
  - U-20-Europameister 2016
  - U-21-Weltmeister 2017
  - Europameister 2020
  - Silber bei der Europameisterschaft 2022
  - Bronze bei den Olympischen Spielen 2020
  - Bronze bei den Olympischen Spielen 2024